# Bray-Saint-Christophe
Bray-Saint-Christophe là một xã ở tỉnh Aisne, vùng Hauts-de-France thuộc miền bắc nước Pháp.